# Club Baloncesto Málaga 1997-1998
Questa voce raccoglie le informazioni riguardanti il Club Baloncesto Málaga nelle competizioni ufficiali della stagione 1997-1998.

## Stagione
La stagione 1997-1998 del Club Baloncesto Málaga è la 6ª nel massimo campionato spagnolo di pallacanestro, la Liga ACB.
Grazie alla sentenza Bosman, dalla stagione precedente, le società continentali approfittarono della possibilità di schierare un numero illimitato di giocatori comunitari, e gli stessi cestisti giovarono della più ampia libertà contrattuale loro concessa.

## Roster
Aggiornato al 10 novembre 2021.
| Unicaja Málaga 1997-98 | Unicaja Málaga 1997-98 |
| Giocatori              | Staff tecnico          |
| ---------------------- | ---------------------- |

| N. | Naz.                                         | Ruolo | Nome            | Anno | Alt.   | Peso   |  |
| -- | -------------------------------------------- | ----- | --------------- | ---- | ------ | ------ |  |
| 4  | Spagna (bandiera)                            | P     | Curro Ávalos    | 1973 | 186 cm |        |  |
| 5  | Spagna (bandiera)                            | G     | Daniel Romero   | 1973 | 198 cm |        |  |
| 6  | Spagna (bandiera)                            | C     | Ricardo Guillén | 1976 | 207 cm | 107 kg |  |
| 7  | Spagna (bandiera)                            | P     | Tomás Jofresa   | 1970 | 184 cm | 80 kg  |  |
| 7  | Spagna (bandiera)                            | P     | Rubén Mayo      | 1978 | 182 cm |        |  |
| 7  | Stati Uniti (bandiera)                       | AG    | David Wood      | 1964 | 205 cm | 103 kg |  |
| 8  | Spagna (bandiera)                            | G     | Gaby Ruiz       | 1973 | 196 cm |        |  |
| 9  | Stati Uniti (bandiera) · Germania (bandiera) | AG    | Jens-Uwe Gordon | 1967 | 206 cm |        |  |
| 9  | Spagna (bandiera)                            | C     | Manolo Pérez    | 1976 | 200 cm |        |  |
| 10 | Russia (bandiera)                            | G     | Sergej Babkov   | 1967 | 192 cm |        |  |
| 11 | Spagna (bandiera)                            | P     | David Gil       | 1978 | 188 cm |        |  |
| 12 | Spagna (bandiera)                            | P     | Nacho Rodríguez | 1970 | 186 cm | 84 kg  |  |
| 13 | Stati Uniti (bandiera)                       | AG    | Lou Roe         | 1972 | 201 cm | 100 kg |  |
| 13 | Spagna (bandiera)                            | A     | Alejandro Alba  | 1977 | 197 cm |        |  |
| 14 | Stati Uniti (bandiera)                       | AC    | Jamie Feick     | 1974 | 206 cm | 113 kg |  |
| 14 | Stati Uniti (bandiera)                       | C     | Kenny Miller    | 1967 | 204 cm |        |  |
| 15 | Stati Uniti (bandiera) · Spagna (bandiera)   | C     | Ray Smith       | 1962 | 200 cm |        |  |

| Allenatore                                                                          |
| - Javier Imbroda                                                                    |
| Assistente/i                                                                        |
| - Manuel Povea - Pedro Ramírez Legenda - (C) Capitano - (IN) Inattivo - Infortunato |

## Mercato

### Sessione estiva
| Acquisti | Acquisti    | Acquisti          | Acquisti   | Acquisti |
| R.a      | Nome        | da                | Modalità   |          |
| -------- | ----------- | ----------------- | ---------- | -------- |
| AG       | Lou Roe     | G.S. Warriors     | definitivo |          |
| AC       | Jamie Feick | San Antonio Spurs | definitivo |          |
| C        | Ray Smith   | Ourense           | definitivo |          |

| Cessioni | Cessioni         | Cessioni          | Cessioni       | Cessioni |
| R.       | Nome             | a                 | Modalità       |          |
| -------- | ---------------- | ----------------- | -------------- | -------- |
| AP       | Nacho Biota      | Joventut Badalona | fine contratto |          |
| AG       | Deon Thomas      | Siviglia          | fine contratto |          |
| C        | Kenny Miller     | Galatasaray       | fine contratto |          |
| C        | Freddy Navarrete | Welcome           | fine contratto |          |
| C        | Alfonso Reyes    | PSG Racing        | fine contratto |          |

### Dopo l'inizio della stagione
| Acquisti | Acquisti        | Acquisti           | Acquisti          | Acquisti   |
| R.       | Nome            | da                 | Data              | Modalità   |
| -------- | --------------- | ------------------ | ----------------- | ---------- |
| AG       | Jens-Uwe Gordon | Free agent         | 19 settembre 1997 | definitivo |
| C        | Kenny Miller    | Galatasaray        | 19 settembre 1997 | definitivo |
| AG       | David Wood      | Rockford Lightning | 6 febbraio 1998   | definitivo |

| Cessioni | Cessioni        | Cessioni           | Cessioni          | Cessioni    |
| R.       | Nome            | a                  | Data              | Modalità    |
| -------- | --------------- | ------------------ | ----------------- | ----------- |
| AC       | Jamie Feick     | Milwaukee Bucks    | 11 settembre 1997 | rescissione |
| P        | Tomás Jofresa   | Granada            | 2 gennaio 1998    | rescissione |
| AG       | Lou Roe         | Rockford Lightning | 3 febbraio 1998   | rescissione |
| AG       | Jens-Uwe Gordon | ASVEL              | 5 febbraio 1998   | rescissione |